# Oswaldia flavitibia
Oswaldia flavitibia là một loài ruồi trong họ Tachinidae.